# Donald R. McMonagle
Donald Ray McMonagle dit Don McMonagle est un astronaute américain né le 14 mai 1952.

## Vols réalisés
- 28 avril 1991 : Discovery (STS-39)
- 13 janvier 1993 : Endeavour (STS-54)
- 3 novembre 1994 : Atlantis (STS-66)